# بينافيس
بلدية بناء حبيش أو (نقحرة: بينافيس) (بالإسبانية: Benahavís) هي بلدية تقع في مقاطعة مالقة التابعة لمنطقة أندلسية جنوب إسبانيا.

## الديموغرافيا
بلغ عدد سكان بلدية بناء حبيش 5.486 نسمة عام 2011 (وفقاً للمعهد الوطني الإسباني للإحصاء).
| 1.721 | 1.867 | 2.204 | 2.649 | 3.253 | 4.373 | 5.486 |